# Carles Gil
Carles Gil (Valencia, 1992. november 22. –) spanyol korosztályos válogatott labdarúgó, az amerikai New England Revolution középpályása és csapatkapitánya.

## Pályafutása

### Klubcsapatokban
Gil a spanyolországi Valencia városában született. Az ifjúsági pályafutását a helyi Valencia akadémiájánál kezdte.
2009-ben mutatkozott be a Valencia tartalék, majd 2012-ben az első osztályban szereplő felnőtt keretében. 2012 és 2014 között az Elche csapatát erősítette kölcsönben. 2015-ben az angol első osztályban érdekelt Aston Villa szerződtette. 2016-tól 2018-ig a Deportivo La Coruñánál szerepelt szintén kölcsönben. A lehetőséggel élve, 2018-ban a spanyol klubhoz igazolt. Először a 2018. augusztus 24-ei, Extremadura ellen 1–0-ra megnyert mérkőzésen lépett pályára. 2019. január 30-án az amerikai New England Revolution csapatához szerződött. 2019. március 2-án, a Dallas ellen idegenben 1–1-es döntetlennel zárult bajnokin debütált és egyben meg is szerezte első gólját a klub színeiben. 2021-ben megkapta az MLS Év Játékosa-díjat, majd 2022-ben az MLS All-Star csapatának is tagja volt.

### A válogatottban
Gil egy mérkőzés erejéig tagja volt a spanyol U21-es válogatottnak. Először a 2013. szeptember 9-ei, Albánia ellen 4–0-ra megnyert U21-es EB-selejtező 69. percében, Álvaro Moratat váltva lépett pályára.

## Statisztikák
2023. június 25. szerint
| Klub                             | Szezon   | Osztály          | Bajnokság | Bajnokság | Kupa  | Kupa | Nemzetközi | Nemzetközi | Összesen | Összesen |
| Klub                             | Szezon   | Osztály          | Meccs     | Gól       | Meccs | Gól  | Meccs      | Gól        | Meccs    | Gól      |
| -------------------------------- | -------- | ---------------- | --------- | --------- | ----- | ---- | ---------- | ---------- | -------- | -------- |
| Valencia                         | 2014–15  | La Liga          | 8         | 1         | 3     | 0    | —          | —          | 11       | 1        |
| Elche (kölcsönben)               | 2012–13  | Segunda División | 31        | 4         | 2     | 0    | —          | —          | 33       | 4        |
| Elche (kölcsönben)               | 2013–14  | La Liga          | 33        | 1         | 0     | 0    | —          | —          | 33       | 1        |
| Elche (kölcsönben)               | Összesen | Összesen         | 64        | 5         | 2     | 0    | 0          | 0          | 66       | 5        |
| Aston Villa                      | 2014–15  | Premier League   | 5         | 0         | 2     | 1    | —          | —          | 7        | 1        |
| Aston Villa                      | 2015–16  | Premier League   | 23        | 2         | 3     | 0    | —          | —          | 26       | 2        |
| Aston Villa                      | Összesen | Összesen         | 28        | 2         | 5     | 1    | 0          | 0          | 33       | 3        |
| Deportivo La Coruña (kölcsönben) | 2016–17  | La Liga          | 23        | 1         | 1     | 0    | —          | —          | 24       | 1        |
| Deportivo La Coruña (kölcsönben) | 2017–18  | La Liga          | 10        | 0         | 1     | 0    | —          | —          | 11       | 0        |
| Deportivo La Coruña              | 2018–19  | Segunda División | 18        | 0         | 1     | 0    | —          | —          | 19       | 0        |
| Deportivo La Coruña              | Összesen | Összesen         | 51        | 1         | 3     | 0    | 0          | 0          | 54       | 1        |
| New England Revolution           | 2019     | MLS              | 35        | 10        | 1     | 0    | —          | —          | 36       | 10       |
| New England Revolution           | 2020     | MLS              | 10        | 2         | 0     | 0    | —          | —          | 10       | 2        |
| New England Revolution           | 2021     | MLS              | 29        | 4         | 0     | 0    | —          | —          | 29       | 4        |
| New England Revolution           | 2022     | MLS              | 33        | 7         | 1     | 3    | 2          | 0          | 36       | 10       |
| New England Revolution           | 2023     | MLS              | 18        | 7         | 2     | 0    | —          | —          | 20       | 7        |
| New England Revolution           | Összesen | Összesen         | 125       | 30        | 4     | 3    | 2          | 0          | 131      | 33       |
| Összesen                         | Összesen | Összesen         | 276       | 39        | 17    | 4    | 2          | 0          | 295      | 43       |

## Sikerei, díjai
Elche
- Segunda División
  - Feljutó (1): 2012–13

Egyéni
- MLS – Év Játékosa: 2021
- MLS All-Stars: 2022, 2023